# Anopheles franciscoi
Anopheles franciscoi är en tvåvingeart som beskrevs av Reid 1962. Anopheles franciscoi ingår i släktet Anopheles och familjen stickmyggor.
Artens utbredningsområde är Filippinerna. Inga underarter finns listade i Catalogue of Life.